# Kalilou Singhateh
Alhaji Kalilou Fodayba Singhateh (* 21. April 1934 in Saba, Baddibu; † 19. Januar 2025 in Banjul) war ein gambischer Politiker.

## Leben
| Parlamentswahl | Stimmen | Stimmanteil |
| -------------- | ------- | ----------- |
| 1962           | 2.857   | 79,58 %     |
| 1966           | 3.656   | 88,20 %     |
| 1972           | 2.389   | 59,71 %     |
| 1977           | 1.263   | 31,36 %     |

Singhateh, aus der Gruppe der Mandinka, besuchte die Armitage School und arbeitete in der Rechnungsprüfungsabteilung, bevor er bei den Wahlen zum Parlament 1962, dem House of Representatives, in der britischen Kolonie als Kandidat der People’s Progressive Party (PPP) im Wahlkreis Lower Baddibu in der Lower River Administrative Area antrat. Mit 79,58 % der Stimmen gewann er den Wahlkreis vor Gabriel J. Faal von der United Party (UP) und den unabhängigen Kandidaten Karamo Kinteh. Als Mitbegründer der Protectorate People’s Society, aus der später die People’s Progressive Party hervorging. Anfangs galt er als einer der radikaleren PPP-Abgeordneten, schloss sich jedoch 1965 Paul L. Baldeh und Lamin M’Boge an, um die Außenpolitik der PPP anzugreifen, die sie als zu prowestlich betrachteten. Er gehörte zur gambischen Delegation, die zur Verfassungskonferenz nach Marlborough House in London reiste. Bei den folgenden Parlamentswahlen 1966 in dem mittlerweile für unabhängig erklärten Republik Gambia wurde er im selben Wahlkreis mit 88,20 % der Stimmen wiedergewählt. Diesmal war Kinteh der alleinige Herausforderer im Wahlkreis um den Sitz im Parlament. Bei den Parlamentswahlen 1972 trat Singhateh in seinem Wahlkreis erneut an und wurde von dem unabhängigen Kandidaten Foday A. K. Makalo und Kebba F. Singhateh von der UP herausgefordert. Singhateh gewann den Wahlkreis erneut mit 59,71 % der Stimmen und behielt seinen Sitz.
Er wurde im Januar 1968 von Präsidenten Dawda Jawara im Kabinett Jawara als Minister für Bildung, Gesundheit und Soziales berufen. Im Oktober 1968 wurde er Minister für Bau und Kommunikation und im April 1972 Minister für Bildung, Jugend und Soziales. Minister für Arbeit, Gesundheit und Soziales 1974. Er war Arbeitsminister, als die Gambia Workers’ Union (GWU) die Generalstreiks von 1975 und 1976 organisierte und sorgte dafür, dass die GWU im Januar 1977 aus dem Register gestrichen wurde. Bei den Parlamentswahlen von 1977 verlor er gegen Makalo, der sich nun der National Convention Party (NCP) angeschlossen hatte, da er viele seiner Wählerschaft vergrault hatte, unter anderem wegen seines Umgangs mit der GWU. Anschließend arbeitete er für die Organisation der Vereinten Nationen für Erziehung, Wissenschaft und Kultur in Frankreich und Kenia (1978–1982). Obwohl er innerhalb der Organisation nicht besonders aktiv war.
Singhateh starb im Januar 2025.